# O Páramo
Pour les articles homonymes, voir Paramo.
O Páramo est une commune de la province de Lugo en Espagne située dans la communauté autonome de Galice.